# One Fierce Beer Run
One Fierce Beer Run – film DVD wydany w 2003 roku przedstawiający kulisy powstawania albumu Bloodhound Gang, One Fierce Beer Coaster, nagranego i wydanego w roku 1996, wyprodukowanego przez Geffen Records. Film pokazuje przede wszystkim sceny z zespołowego autobusu. Zawiera również teledyski wszystkich singli z albumu One Fierce Beer Coaster, m.in. "Fire Water Burn".
Płyta została wydana w Polsce 17 marca 2003.

## Spis utworów[1]
1. "That's Especially Dirty"
2. "Kiss Me Where It Smells Funny"
3. "Bulls Eye"
4. "I Wish I Was Queer So I Could Get Chicks"
5. "Stop Touching My Penis"
6. "Why's Everybody Always Picking on Me?"
7. "Punch Me"
8. "Your Only Friends Are Make Believe"
9. "I Did Not Throw Up"
10. "Fire Water Burn"
11. "Take His Pants Off"
12. "Either You Suck Dick or You Do Not Suck Dick"
13. "Either You Suck Dick or You Do Not Suck Dick Outtakes"